# صفالی
صفالی (به لاتین: Səfalı) یک منطقه مسکونی در جمهوری آذربایجان است که در شهرستان شماخی واقع شده است.